# Muneji Munemura
Muneji Munemura (Niigata, Japón, 1 de octubre de 1943) es un deportista japonés retirado especialista en lucha grecorromana donde llegó a ser campeón olímpico en México 1968.

## Carrera deportiva
En los Juegos Olímpicos de 1968 celebrados en México ganó la medalla de oro en lucha grecorromana estilo peso ligero, por delante del luchador yugoslavo Stevan Horvat (plata) y del griego Petros Galaktopoulos (bronce).